# Bylina

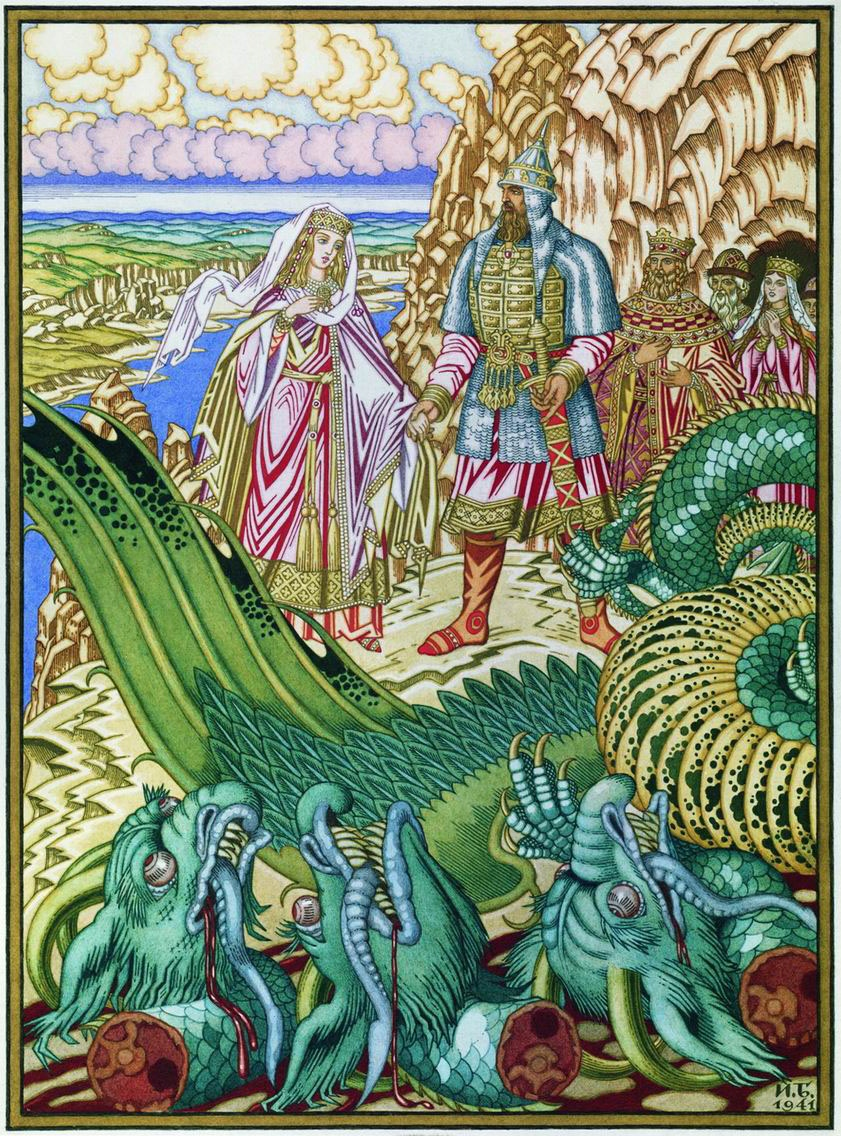
Iván Bilibin. Dobrynya Nikítich rescata a Zabava Putyátichna del dragón Gorýnych.

Bylina (en ruso: былина, también byliny, bylyny y stariny) son poemas épicos y heroicos tradicionales de los eslavos orientales de la Rus de Kiev, aunque la tradición continúa en Rusia y Ucrania.
La bylina proviene de la palabra rusa "byl'" (был), que se traduce como "fue", pasado del verbo ser/estar, denotando que se trata de eventos históricos reales, en contraposición con la ficción.
Las bylinas son una especie de poesía de versos blancos sin rima, pero con un ritmo característico, una especie de versos libres. La mayoría de las bylinas se han conservado en el norte de Rusia, y su estilo ha sido imitado por numerosos poetas rusos famosos.
Hay algunos ciclos de bylinas. Las bylinas pueden ser clasificadas en las siguientes series:
- De héroes antiguos (Volga Vseslávich, Mikula Selianínovich, Sviatogor)
- De Vladímir, príncipe de Kiev, cuentos de la Edad de Oro de Kiev, de la Rus de Kiev. A estas pertenece el ciclo de Ilyá Múromets, Alyosha Popóvich y Dobrynya Nikítich, que son los más populares.
- De Nóvgorod (Vasili Busláev, Sadkó el mercader)
- De Moscú (Yermak Timoféyevich, Iván el Terrible)
- De la historia de los cosacos ucranianos (en ucraniano), sobre las invasiones turcas y tártaras, de los levantamientos Jaidamakas.
- Levantamientos cosacos (Stenka Razin)
- De Pedro I El Grande